# 神戸文学館

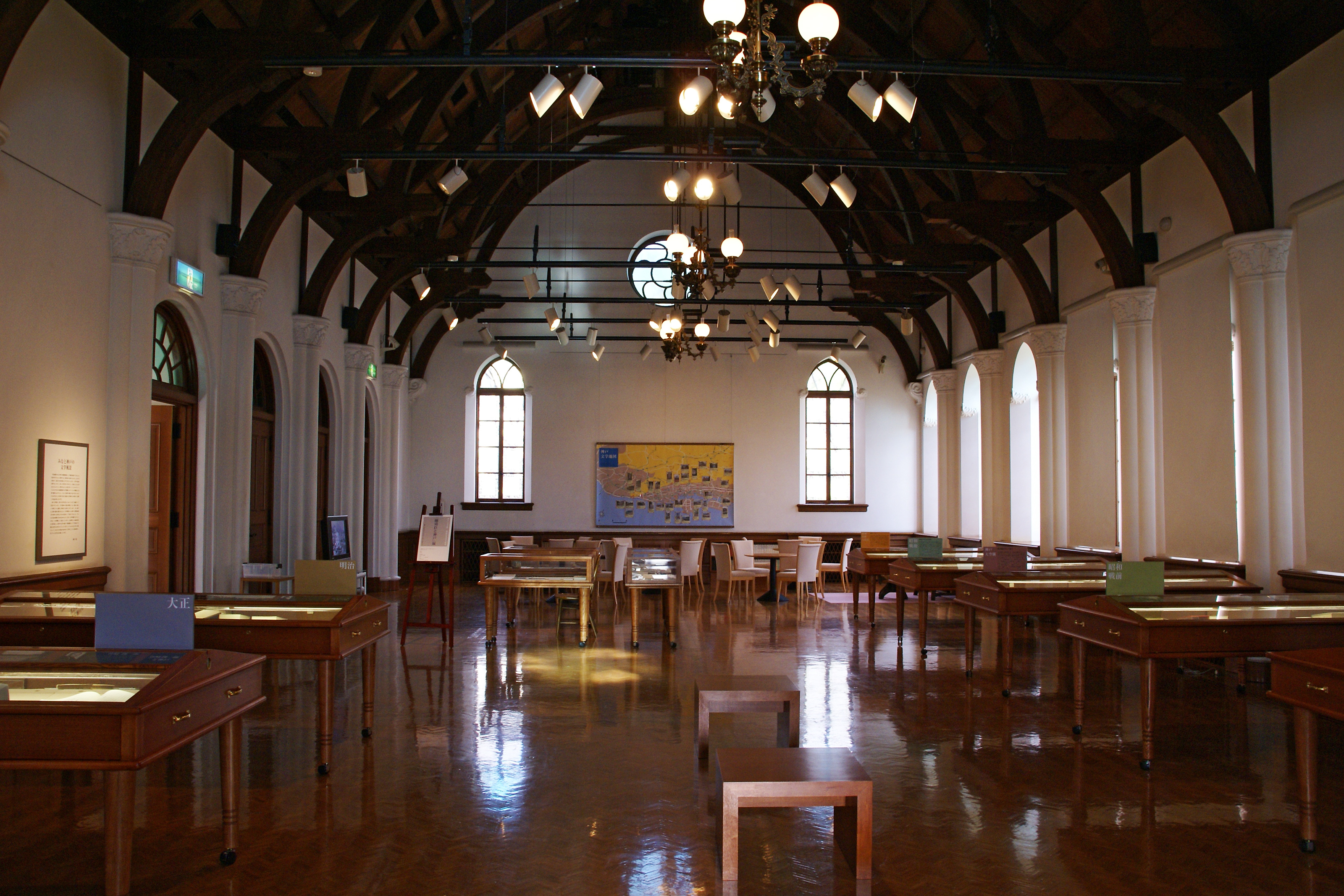
かつて礼拝堂であった展示室

神戸文学館（こうべぶんがくかん、Kobe City Museum of Literature）は兵庫県神戸市灘区にある近代文学館。

## 概要
阪神・淡路大震災からの文芸復興のため、神戸市が策定した「文化創生都市推進プラン」の一環として、2006年12月4日に開設された。近代に活躍した神戸ゆかりの小説家・詩人・文学者41人の原稿や所縁の品々等を時代ごとに区切りその時代の神戸の風景写真とともに常設展示する。また神戸を描いた文学者と作品についての展示も行っている。
館建物は1904年に、関西学院初代チャペルとして建設（M・ウィグノール設計）された。1929年に関西学院が現在の西宮市上ケ原に移転したあとも、移築されずにこの地に残されたが、第二次世界大戦では空襲で大破し、塔が失われ内部も焼失した。1950年に日本貿易産業博覧会（神戸博覧会）の会場のパビリオンとして使用するため塔を除いて修復され、その後は市民美術教室、アメリカ文化センター、神戸市立王子図書館などに転用されたあと、1993年に塔が復元され王子市民ギャラリーとして使用された。1995年の阪神・淡路大震災は大きな被害を免れた。神戸文学館となったあとの2008年3月に登録有形文化財の登録を受けた。

## 施設
- 常設展示ゾーン
- 「竹中郁コーナー」 - 竹中郁の書斎の一部を再現
- 企画展示ゾーン
- 神戸文学地図
- セミナーエリア
- 神戸の本棚

## 紹介している文学者
| 名前         | 生没年    | 出身           | 神戸との所縁、その他備考                                     |
| ------------ | --------- | -------------- | ------------------------------------------------------------ |
| 小泉八雲     | 1850-1904 | ギリシャ       | 中央区のジャパンクロニクル社に勤務し、山本通4丁目に住む      |
| モラエス     | 1854-1929 | ポルトガル     | ポルトガル総領事として神戸に住んだのち、妻の死後、徳島に移住 |
| 正岡子規     | 1867-1902 | 愛媛県松山市   | 須磨で療養する                                               |
| 江見水蔭     | 1869-1934 | 岡山県岡山市   | 神戸新聞社勤務、神戸に住む                                   |
| 尾崎放哉     | 1885-1926 | 鳥取県鳥取市   | 須磨寺で寺男として働く                                       |
| 谷崎潤一郎   | 1886-1965 | 東京都中央区   | 東灘区、芦屋市などに住む                                     |
| 賀川豊彦     | 1888-1960 | 兵庫区         | 中央区に住む                                                 |
| 富田砕花     | 1890-1984 | 岩手県盛岡市   | 芦屋市に住み、神戸で活動                                     |
| 土田耕平     | 1895-1940 | 長野県諏訪市   | 須磨で療養する                                               |
| 高浜虚子     | 1874-1959 | 愛媛県松山市   | 須磨に住む                                                   |
| 坂口保       | 1897-1989 |                | 東灘区に住む。神戸山手女子短大学長                           |
| 十一谷義三郎 | 1897-1937 | 中央区元町     | 神戸一中卒 東京帝大入学後は東京に住む                        |
| 今東光       | 1898-1977 | 神奈川県横浜市 | 関西学院に在学                                               |
| 五十嵐播水   | 1899-2000 | 姫路市         | 中央区で医院を開業                                           |
| 阪本勝       | 1899-1975 | 尼崎市         | 兵庫県知事として神戸で勤務                                   |
| 永田耕衣     | 1900-1997 | 加古川市       | 須磨に住む                                                   |
| 西東三鬼     | 1900-1962 | 岡山県津山市   | 中央区北野町に約5年住む                                      |
| 稲垣足穂     | 1900-1977 | 大阪府大阪市   | 明石市に住み、神戸で活動する                                 |
| 衣巻省三     | 1900-1978 | 但馬           | 神戸に住む                                                   |
| 横溝正史     | 1902-1981 | 中央区         | 神戸二中卒                                                   |
| 山本周五郎   | 1903-1967 | 山梨県大月市   | 須磨に住む                                                   |
| 竹中郁       | 1904-1982 | 兵庫区         | 神戸二中卒                                                   |
| 三條東洋樹   | 1906-1983 | 中央区元町     | 兵庫区に住む                                                 |
| 及川英雄     | 1907-1975 | 赤穂市         | 垂水区に住む                                                 |
| 白川渥       | 1907-1986 | 愛媛県         | 神戸で活動                                                   |
| 津村信夫     | 1909-1944 | 中央区生まれ   | 映画評論家津村秀夫は兄                                       |
| 大岡昇平     | 1909-1988 | 東京都新宿区   | 中央区、兵庫区、灘区に住む                                   |
| 武田芳一     | 1910-2001 | 神戸市         | 兵庫区に住む                                                 |
| 田宮虎彦     | 1911-1988 | 東京都         | 神戸一中卒 兵庫区の奥平野に住む                              |
| 椎名麟三     | 1911-1973 | 姫路市         | 宇治電鉄（現・山陽電鉄）に勤める                             |
| 小林武雄     | 1912-2002 | 姫路市         | 北区に住む                                                   |
| 足立巻一     | 1913-1985 | 東京都         | 中央区三宮と、須磨に住む                                     |
| 富士正晴     | 1913-1987 | 徳島県三好市   | VIKING同人。神戸で活動。野間宏は義兄。                       |
| 野間宏       | 1915-1991 | 長田区         |                                                              |
| 直井潔       | 1915-1997 | 広島県広島市   | 長田区に住む。志賀直哉の弟子                                 |
| 島尾敏雄     | 1917-1986 | 神奈川県横浜市 | 灘区に住む。兵庫県立第一神戸商業卒。VIKING同人               |
| 小島輝正     | 1920-1987 | 北海道札幌市   | 灘区に住む                                                   |
| 五味康祐     | 1921-1980 | 大阪府大阪市   | 兵庫区奥平野に住む。元町で甘味店を営む                       |
| 遠藤周作     | 1923-1996 | 東京都豊島区   | 灘区に住む。灘中卒                                           |
| 赤尾兜子     | 1925-1981 | 姫路市         | 垂水区、須磨区、東灘区に住む                                 |
| 三枝和子     | 1929-2003 | 神戸市         | 関西学院大学卒                                               |
| 久坂葉子     | 1931-1952 | 中央区         | VIKING同人。曾祖父は川崎正蔵                                 |

| 名前           | 生没年    | 神戸を描いた作品        |
| -------------- | --------- | ----------------------- |
| ピエール・ロチ | 1850-1923 | 秋の日本                |
| 森鷗外         | 1862-1922 | 生田川                  |
| 幸田露伴       | 1867-1947 | まき筆日記、 新生田川   |
| 徳田秋声       | 1871-1943 | 蒼白い月                |
| 長塚節         | 1879-1915 | 須磨明石                |
| 志賀直哉       | 1883-1971 | 暗夜行路                |
| 荻原井泉水     | 1884-1976 | 須磨寺、 芭蕉風景       |
| 尾崎放哉       | 1885-1926 | 大空                    |
| 由起しげ子     | 1892-1969 | 本の話                  |
| 吉川英治       | 1892-1962 | 新平家今昔紀行          |
| 獅子文六       | 1893-1969 | バナナ                  |
| 菊池幽芳       | 1870-1947 | 未完詩集                |
| 島崎藤村       | 1872-1943 |                         |
| 中河与一       | 1897-1994 | 天の夕顔                |
| 大佛次郎       | 1897-1973 | 宗方姉妹                |
| 横光利一       | 1898-1947 | 家族会議、 灘にゐたころ |
| 神西清         | 1903-1957 | 垂水                    |
| 林芙美子       | 1903-1951 | 放浪記                  |
| 堀辰雄         | 1904-1953 | 旅の絵                  |
| 石川達三       | 1905-1985 | 蒼氓                    |
| 井上靖         | 1907-1991 | 三ノ宮炎上              |
| 菊田一夫       | 1908-1972 | がしんたれ              |
| 松本清張       | 1909-1992 | 内海の輪                |
| 新田次郎       | 1912-1980 | 孤高の人                |
| 一色次郎       | 1916-1988 | 海の聖童女              |
| 司馬遼太郎     | 1923-1996 | 菜の花の沖、 神戸散歩   |
| 生島治郎       | 1933-2003 | 追いつめる              |

## ギャラリー

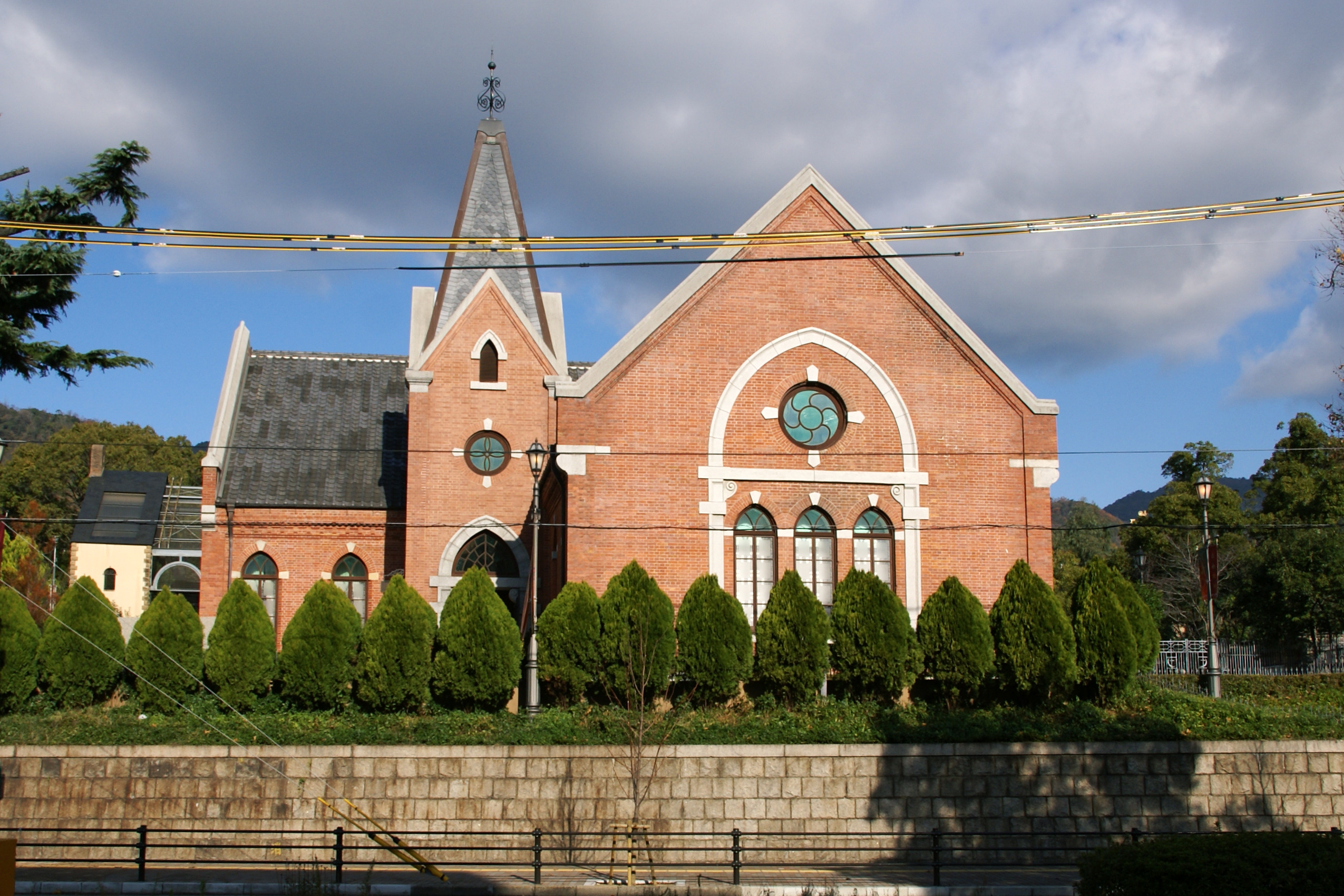
南側
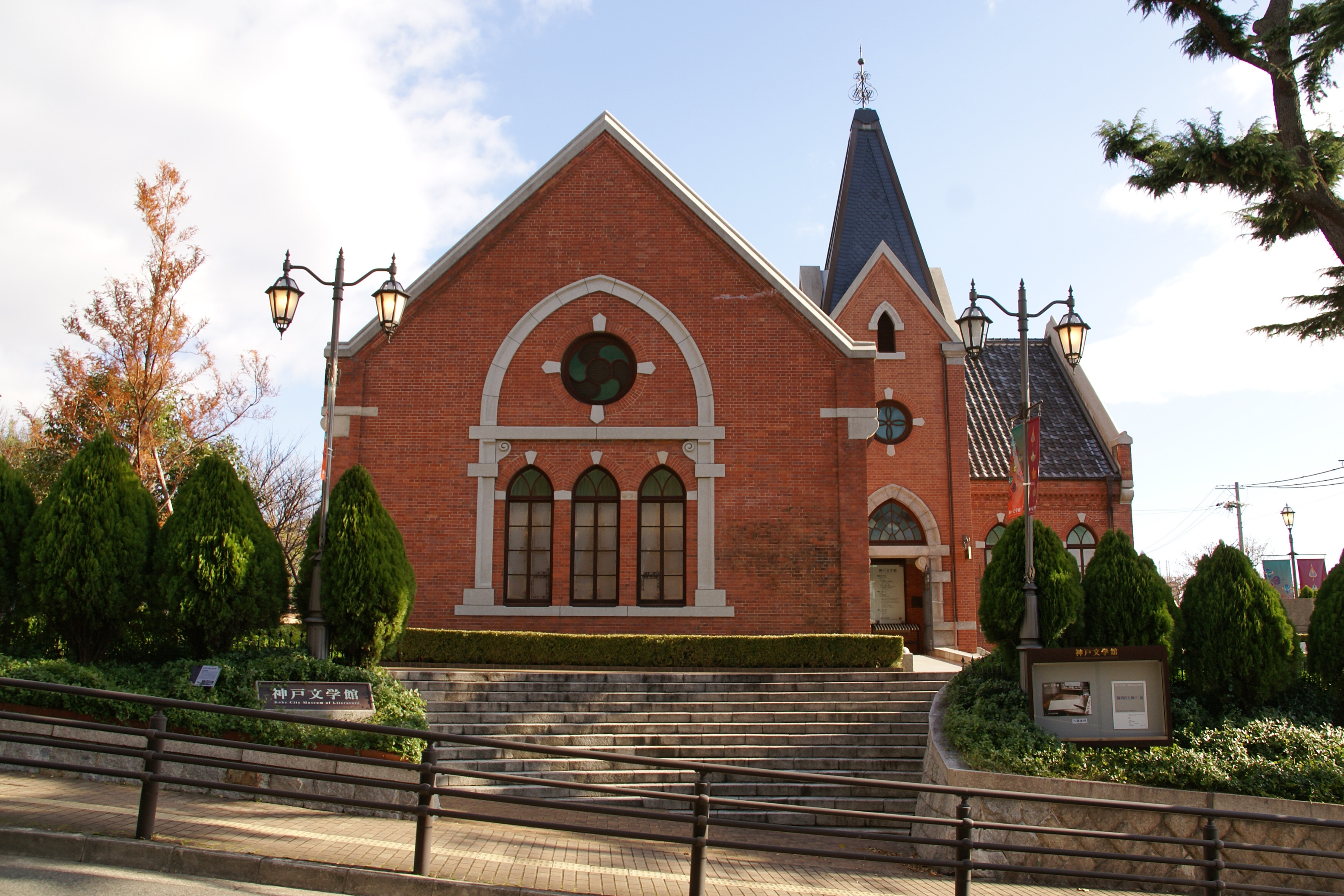
西側
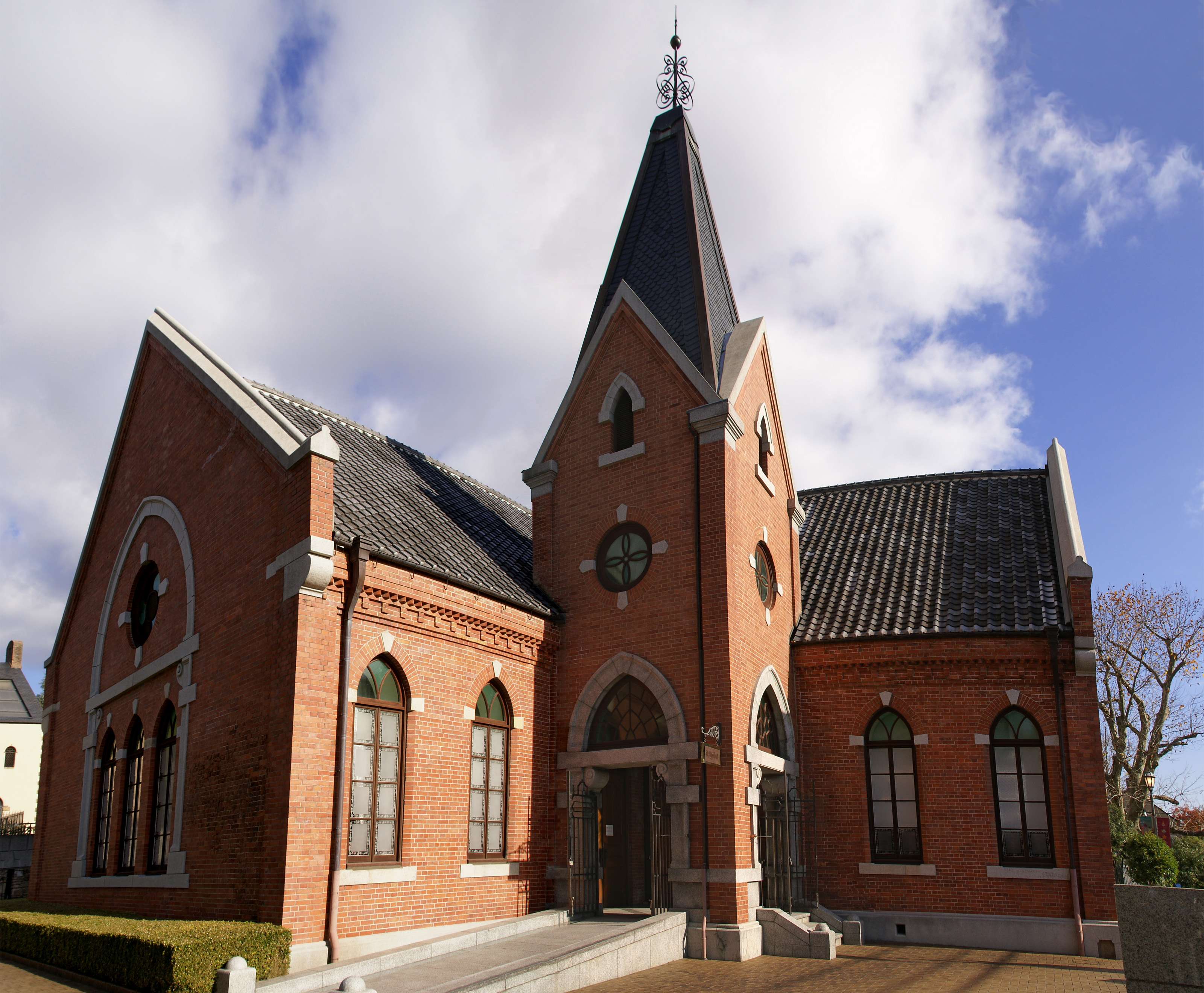
南西（パノラマ合成）
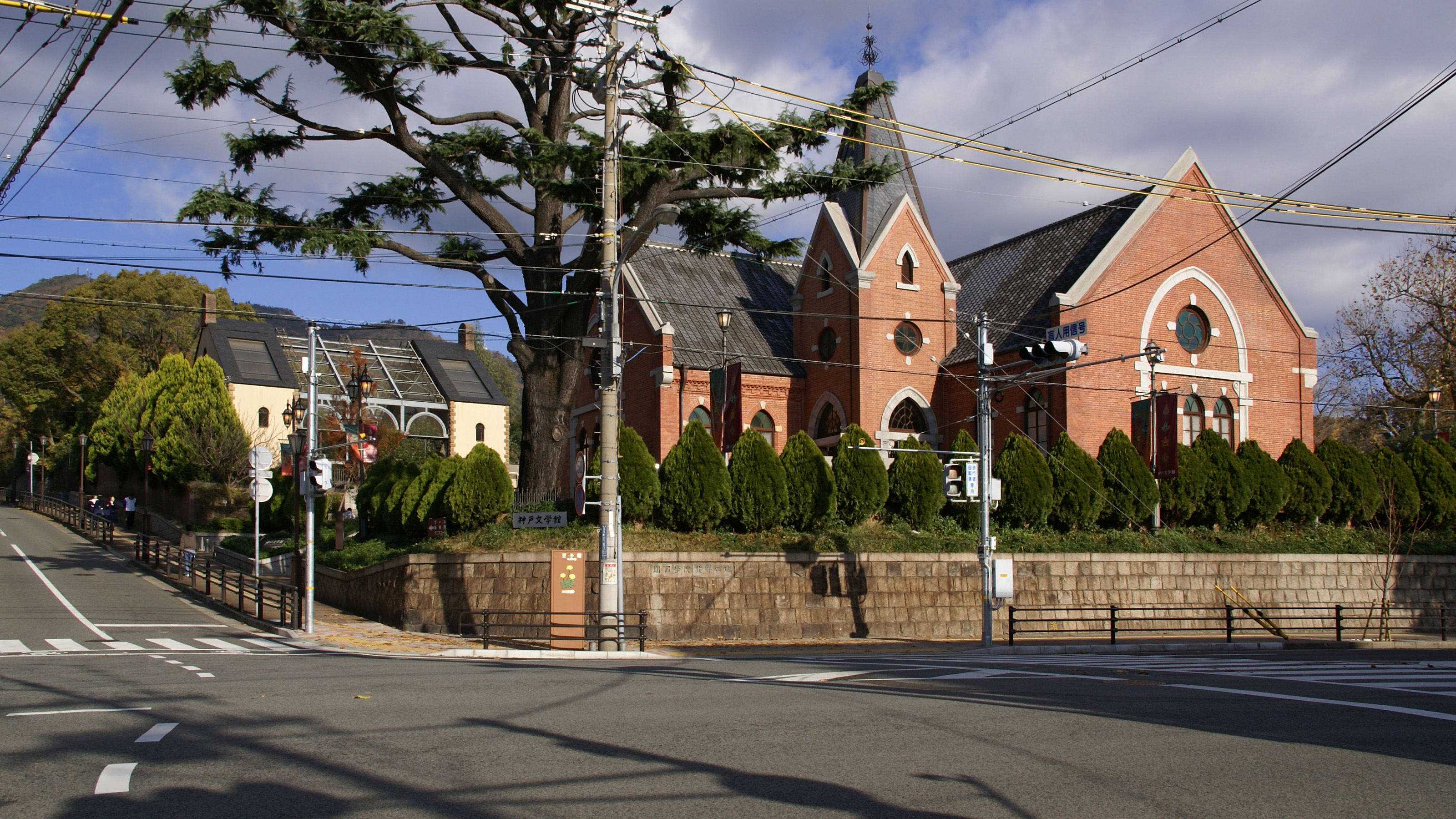
南西交差点
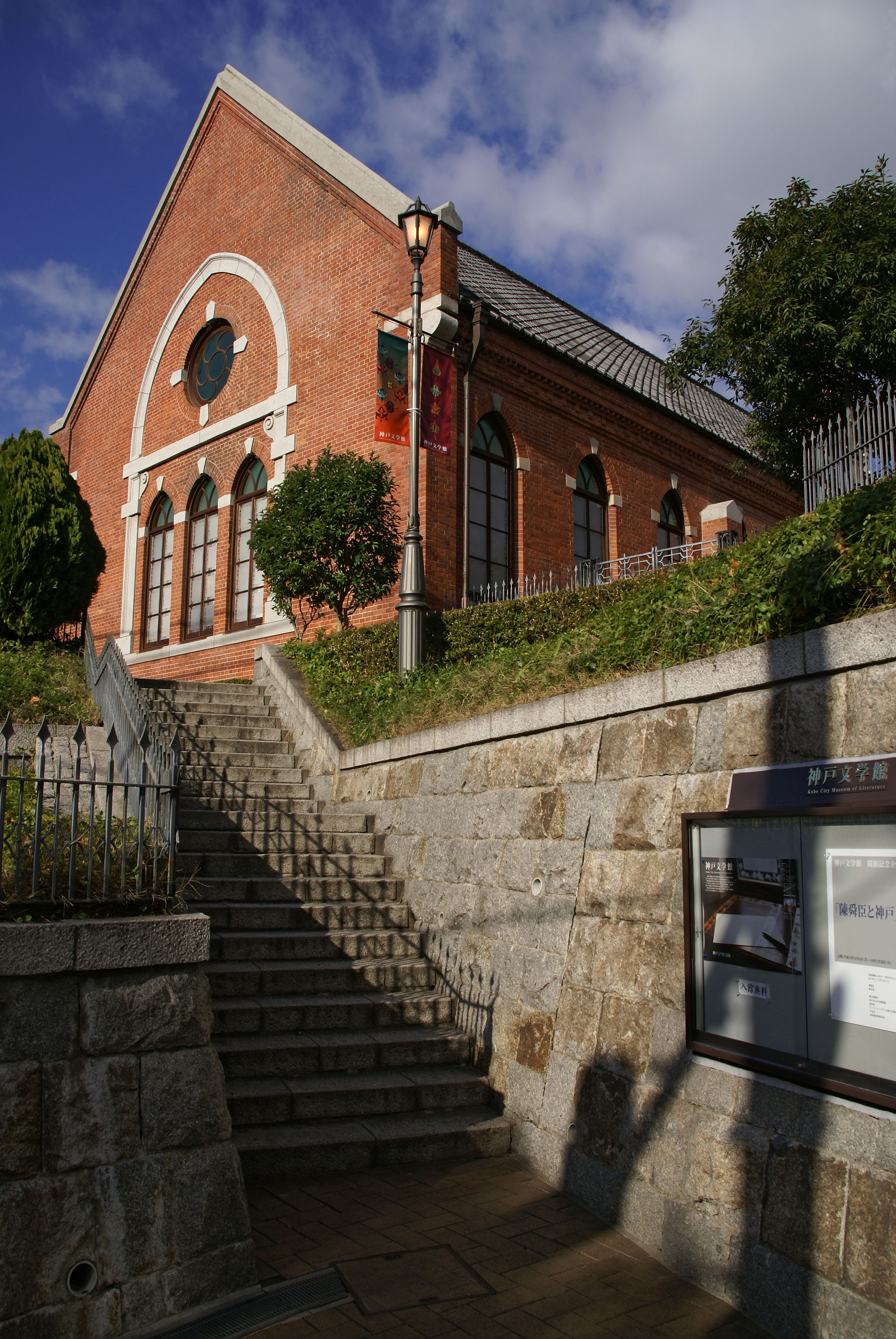
南入口

## 利用情報
- 開館時間 平日 - 10:00　～　18:00
- 土・日・祝日 - 9:00　～　17:00
- 休館日 - 水曜日（休日の場合はその翌日）、12月28日　～　1月4日

## 交通アクセス
- 阪急神戸本線「王子公園駅」徒歩5分
- JR神戸線（東海道本線）「灘駅」徒歩8分
- 阪神本線「岩屋駅」徒歩11分

## 周辺情報

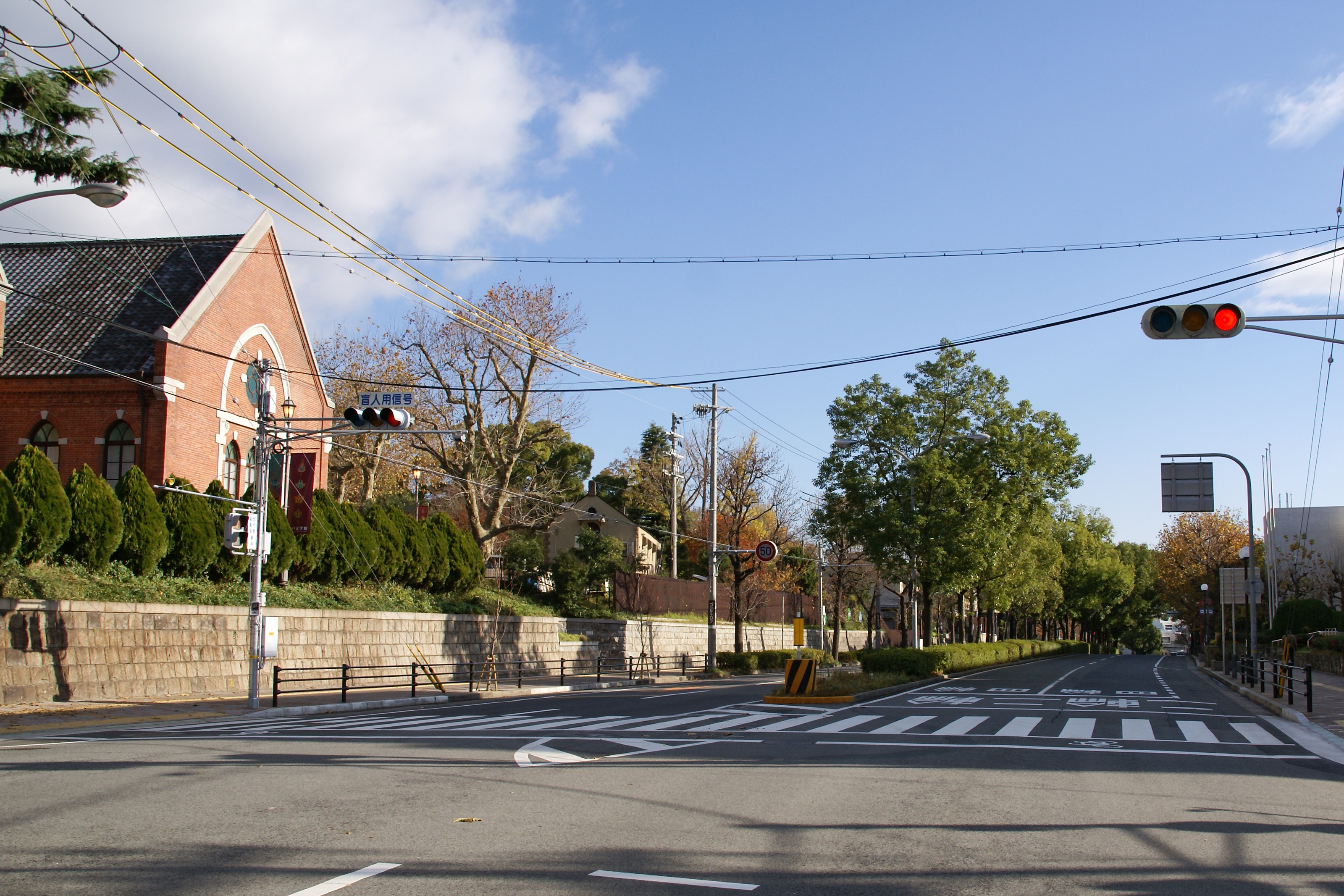
原田通の向かいに原田の森ギャラリー

- 兵庫県立美術館 原田の森ギャラリー
- 横尾忠則現代美術館
- 神戸市立王子動物園
  - 旧ハンター住宅
- HAT神戸
  - 兵庫県立美術館